# Karol (książę Luksemburga 1927–1977)
Karol, książę Luksemburga właśc. Charles Frédéric Louis Guillaume Marie (ur. 7 sierpnia 1927 w Colmar-Berg, zm. 26 lipca 1977) – książę Luksemburga i Parmy (Burbonowie parmeńscy).
Był piątym dzieckiem (drugim synem) wielkiej księżnej Luksemburga Szarlotty i jej męża Feliksa Burbon-Parmeńskiego oraz bratem wielkiego księcia Luksemburga Jana. Służył w wojsku jako pułkownik. Był członkiem Rady Stanu. 1 marca 1967 w Guildford poślubił Joan Dillon (ur. 31 stycznia 1935), córkę C. Douglasa Dillona, amerykańskiego sekretarza skarbu. Para miała dwoje dzieci:
- Charlotte (ur. 15 września 1967)
- Roberta Ludwika Franciszka Marię (ur. 14 sierpnia 1968).

## Życie prywatne
Studiował w Collège Jean-de-Brébeuf w Montrealu, w Collège Saint-Charles-Garnier w Quebecu i w Loyola School w Nowym Jorku.
10 lutego 1967 ogłoszono zaręczyny księcia Karola z Joan Douglas Dillon, córką amerykańskiego polityka i dyplomaty, Clarence'a Douglasa Dillon oraz Phyllis Chess Ellsworth. Dillon była wcześniej zamężna - jej małżeństwo z Jamesem Brady Moseley zakończyło się rozwodem w 1955, a w 1963 uzyskała stwierdzenie jego nieważności. Para poznała się w Nowym Jorku. Związek księcia z kobietą rozwiedzioną, mającą dziecko i nie będącą pochodzenia szlacheckiego wzbudzał kontrowersje. Początkowo nie brano pod uwagę możliwości ślubu, ale w 1967 Dillon zaszła w ciążę. 1 marca 1967 Karol i Joan zawarli związek małżeński w kościele katolickim w Church of St. Edward the Confessor w Surrey. Dillon została pierwszą kobietą "z ludu", która weszła do luksemburskiej rodziny wielkoksiążęcej. 16 lutego 1967 wielki książę Jan potwierdził małżeństwo jako dynastyczne, a Dillon otrzymała tytuł Jej Królewskiej Wysokości Księżnej Joan z Luksemburga.
15 września 1967 w Nowym Jorku urodziła się córka pary, księżniczka Charlotte Phyllis Marie z Luksemburga. Dziewczynka otrzymała imiona na cześć wielkiej księżnej Luksemburga i po swoich babciach. Wkrótce rodzina przeprowadziła się do Luksemburga, gdzie zamieszkali na Zamku Fischbach. Tam 14 sierpnia 1968 przyszedł na świat syn księcia Karola i księżnej Joan, który otrzymał imiona Robert Ludwik Franciszek Maria.
Książę Karol zmarł w 1977, a w sierpniu 1978 księżna Joan poślubiła Filipa, 8. księcia de Mouchy.

## Genealogia (potomkowie)
- księżniczka Szarlotta z Luksemburga (Charlotte, ur. 15 września 1967) - księżniczka Luksemburga z dynastii Burbon-Parmeńskiej; córka księcia Karola z Luksemburga i jego żony, księżnej Joan z Luksemburga; nie zajmuje miejsca w linii sukcesji luksemburskiego tronu. W 1993 poślubiła Marca Victora Cunningham, z którym ma troje dzieci;
  - Karol Cunningham (Charles Cunningham, ur. 1996)
  - Ludwik Cunningham (Louis Cunningham, ur. 1998)
  - Donnall Cunningham (Donnall Cunningham, ur. 2002)
- książę Robert z Luksemburga (Robert Louis François Marie, ur. 14 sierpnia 1968 w Luksemburgu) - książę Luksemburga z dynastii Burbon-Parmeńskiej, syn księcia Karola z Luksemburga i jego żony, księżnej Joan z Luksemburga; zajmuje dwunaste miejsce w linii sukcesji luksemburskiego tronu. Ma starszą przyrodnią siostrę, Joan Dillon Moseley i starszą siostrę, księżniczkę Charlotte. Pierwsze jedenaście lat życia spędził na Zamku Fischbach w Luksemburgu. Uczęszczał do szkoły podstawowej w Belair. 19 września 1993 poślubił Julie Elizabeth Houston Ongaro, z którą ma troje  dzieci:
  - Charlotte z Nassau (ur. 20 marca 1995), 29 lat.
  - Aleksandra z Nassau (ur. 18 kwietnia 1997), 27 lat.
  - Fryderyka z Nassau (18 marca 2002 – 1 marca 2025), 22 lata[4].
- księżna Julia z Nassau (Julie Elizabeth Houston Ongaro, ur. 9 czerwca 1966) - członkini luksemburskiej rodziny wielkoksiążęcej od 19 września 1993 jako żona księcia Roberta z Luksemburga.
  - księżniczka Szarlotta z Nassau (Charlotte, ur. 20 marca 1995) - księżniczka Nassau z dynastii Burbon-Parmeńskiej, córka księcia Roberta z Luksemburga i jego żony, księżnej Julii z Nassau; nie zajmuje miejsca w linii sukcesji luksemburskiego tronu.
  - książę Aleksander z Nassau (Alexander, ur. 18 kwietnia 1997) - książę Nassau z dynastii Burbon-Parmeńskiej, syn księcia Roberta z Luksemburga i jego żony, księżnej Julii z Nassau; zajmuje trzynaste miejsce w linii sukcesji luksemburskiego tronu.
  - książę Fryderyk z Nassau (Frederick, ur. 18 marca 2002) - książę Nassau z dynastii Burbon-Parmeńskiej, syn księcia Roberta z Luksemburga i jego żony, księżnej Julii z Nassau; zajmuje czternaste miejsce w linii sukcesji luksemburskiego tronu.